# Orquestra Sinfônica de Montreal

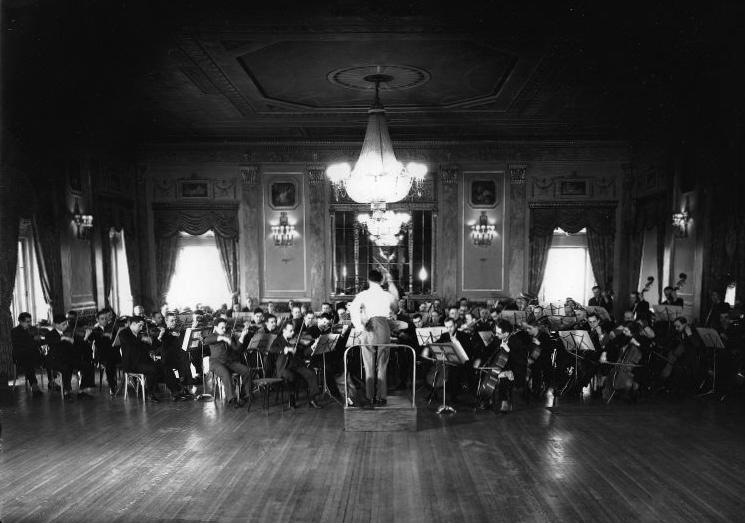
Orchestre symphonique de Montreal 1934.

A Orquestra Sinfônica de Montreal ou Orquestra Sinfónica de Montreal (em francês:  Orchestre Symphoniqe de Montréal) é uma orquestra sinfônica baseada em Montreal, Canadá, e que tem o Palacio das Artes de Montreal na Maison Symphonic como sua sede.

## História
Existiram numerosas orquestras com o nome de Sinfônica de Montreal, como uma formada em 1897, que durou dez anos e outra formada em 1930, que durou onze anos. O atual conjunto, no entanto, foi fundado em 1934, quando Wilfrid Pelletier formou um conjunto chamado de Les Concerts Symphoniques (Os Concertos Sinfônicos), que apresentou-se pela primeira vez dia 14 de Janeiro de 1935, com o maestro Rosario Bourdon. O nome foi mudado, para o atual em 1954. No começo da década de 1960, quando a orquestra estava preparando-se para mudar para sua nova reisdência, o patrono filAntropo de Montreal, John Wilson McConnell, comprou um Laub-Petschnikoff Stradivarius (violino) de 1727 para Calvin Sieb, o concertmaster da orquestra.
A orquestra realizou muitas turnês e gravações modestas na década de 1960 e no início da década de 1970 sob as batutas do jovem Zubin Mehta e Franz-Paul Decker. Em 1977 Charles Dutoit tornou-se diretor musical. Com Dutoit, a orquestra construíu uma relação com a Decca, que durou vinte anos. Nas décadas de 1980 e 1990 a orquestra e Dutoit fizeram inúmeras gravações e turnês pela América do Norte, Europa, Ásia e América do Sul.
Em março de 2003 a orquestra anunciou que Kent Nagano seria o novo diretor musical, começando em 2006, com um contrato inicial que iria até 2012. Seu primeiro concerto com a orquestra ocorreu dia 30 de Março de 2005. No fim de 2005 os músicos entraram em greve pela segunda vez na história. Diferente da greve de 1998, que durou três semanas e foi resolvida graças a relação pessoal entre Dutoit e o primeiro-ministro de Quebec, Lucien Bouchard, essa foi mais amarga e durou cinco meses, terminando pouco tempo antes da chegada de Nagano.
A orquestra e Charles Dutoit receberam inúmeras honras e prêmios com suas gravações, incluindo o Grand Prix du Président de la République e o Prix Mondial du Disque de Montreux. A orquestra venceu o Grammy de 1996, pela sua gravação de Les Troyens de Hector Berlioz e em 2000 pelos Concertos para piano de Sergei Prokofiev e Béla Bartók, com Martha Argerich.

## Diretores musicais
- 1935-1940 Wilfrid Pelletier
- 1941-1952 Désiré Defauw
- 1950-1953 Otto Klemperer
- 1957-1961 Igor Markevitch
- 1961-1967 Zubin Mehta
- 1967-1975 Franz-Paul Decker
- 1975-1976 Rafael Frühbeck de Burgos
- 1977-2002 Charles Dutoit
- 2002-2006 Jacques Lacombe
- 2006–2020 Kent Nagano
- 2022–Pres. Rafael Payare